# Guzy (województwo pomorskie)
Guzy (kaszb. Guzë) – wieś kaszubska w Polsce położona w województwie pomorskim, w powiecie kościerskim, w gminie Nowa Karczma.
Wieś jest położona przy drodze wojewódzkiej nr 226, wchodzi w skład sołectwa Szatarpy.
W latach 1975–1998 miejscowość administracyjnie należała do województwa gdańskiego.